# Coptocephala curlettii
Coptocephala curlettii es un coleóptero de la familia Chrysomelidae.
Fue descrita científicamente en 1998 por Medvedev & Regalin.